# لئو فن در الست
لئو فن در الست (هلندی: Leo Van der Elst؛ زادهٔ ۷ ژانویهٔ ۱۹۶۲) بازیکن سابق و مربی فوتبال اهل بلژیک است.
از باشگاه‌هایی که در آن بازی کرده‌است می‌توان به باشگاه فوتبال متس، باشگاه فوتبال خنک، باشگاه فوتبال والویک، باشگاه فوتبال کلوب بروژ، باشگاه فوتبال رویال آنتورپ، و باشگاه فوتبال رویال شارلوا اشاره کرد.
وی همچنین در تیم ملی فوتبال بلژیک بازی کرده‌است.